# Theophilus Cibber

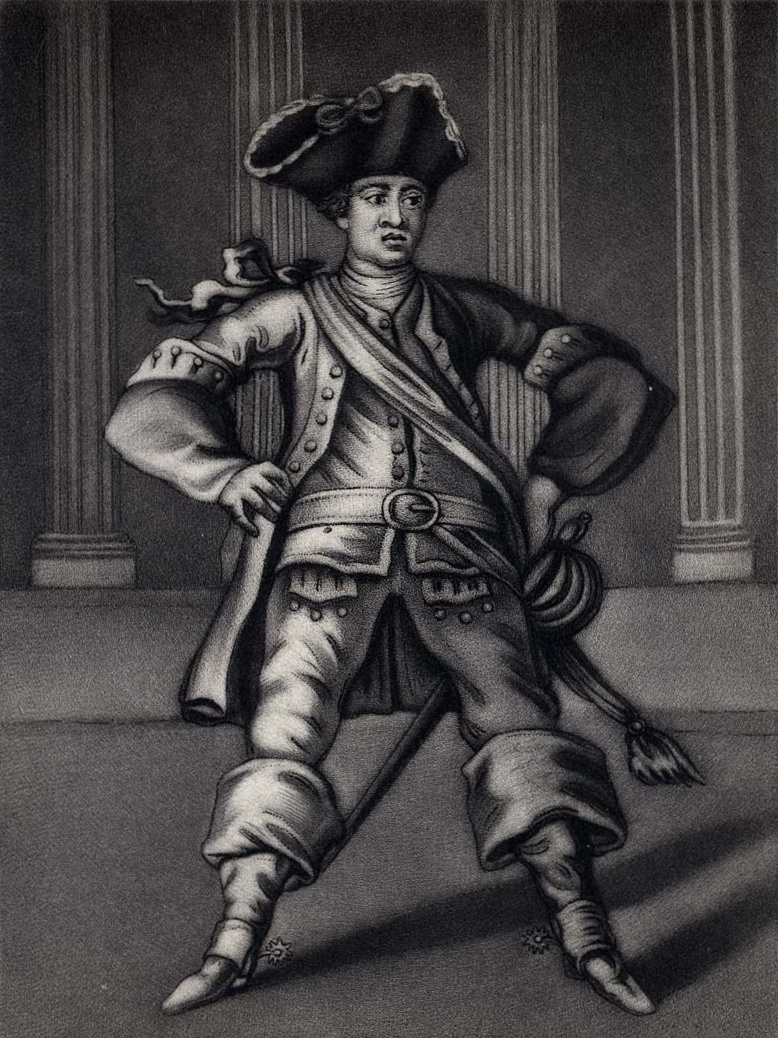
Theophilus Cibber

Theophilus Cibber (* 26. November 1703; † 1758) war ein englischer Schauspieler und Autor.
Lives of the Poets of Great Britain and Ireland, to the Time of Dean Swift (1753) ist bis heute sein bekanntestes Werk, obwohl seine Autorschaft bereits zu Lebzeiten umstritten war. Samuel Johnson schrieb es in Teilen Robert Shiels zu. Andere Teile des Texts entstammen älteren Werken von Gerard Langbaine und Giles Jacob.

## Werke
- Theophilus Cibber: Lives of the Poets of Great Britain and Ireland, to the Time of Dean Swift. London. 1753.
- Dissertations on Theatrical Subjects. 1756.